# Nesciothemis minor
Nesciothemis minor is een libellensoort uit de familie van de korenbouten (Libellulidae), onderorde echte libellen (Anisoptera).
De soort staat op de Rode Lijst van de IUCN als niet bedreigd, beoordelingsjaar 2006.
De wetenschappelijke naam Nesciothemis minor is voor het eerst geldig gepubliceerd in 1966 door Gambles.